# Milica Deura
Milica Deura (ur. 22 lipca 1990 w Kninie) – bośniacka koszykarka, występująca na pozycjach rozgrywającej lub rzucającej, reprezentantka kraju, od 2024 zawodniczka Energi Polskiego Cukru Toruń.
9 stycznia 2024 dołączyła do Energi Polski Cukier Toruń.

## Osiągnięcia
Stan na 5 maja 2024, na podstawie, o ile nie zaznaczono inaczej.
Drużynowe
- Mistrzyni:
  - Niemiec (2017, 2020, 2021)[5][6][7]
  - Serbii (2013)[8]
  - Bośni i Hercegowiny (2011)[9]
- Wicemistrzyni:
  - Europy Środkowej – CEWL (2015)[10]
  - Niemiec (2018, 2019)[11]
  - Serbii (2014)[12]
  - Bośni i Hercegowiny (2007–2009, 2012)[13]
- 4. miejsce w Lidze Adriatyckiej (2010)
- Zdobywczyni pucharu:
  - Niemiec (2017)
  - Bośni i Hercegowiny (2008, 2009)[14]
  - Serbii (2013)[8]
  - Czarnogóry (2014)
- Finalistka pucharu:
  - Niemiec (2018, 2022)[11]
  - Rumunii (2015)[10]
  - Bośni i Hercegowiny (2012)[13]
- Uczestniczka międzynarodowych rozgrywek Eurocup (2008/2009, 2012/2013, 2015–2018, 2019/2020, 2021–2023)

### Indywidualne
(* – nagrody i wyróżnienia przyznane przez portal eurobasket.com)
- MVP sezonu ligi bośniackiej (2011, 2012)*[9][13]
- Najlepsza zawodniczka*:
  - krajowa ligi bośniackiej (2011, 2012)[9][13]
  - występująca na pozycji obronnej ligi bośniackiej (2011, 2012)[9][13]
- Zaliczona do*:
  - I składu ligi bośniackiej (2011, 2012)[9][13]
  - honorable mention ligi bośniackiej (2010)[15]
- Liderka strzelczyń ligi bośniackiej (2011 – 21,1)[9]

### Reprezentacja
Seniorska
- Uczestniczka:
  - mistrzostw: 
    - świata (2022 – 12. miejsce)
    - Europy:
      - 2021 – 5. miejsce
      - dywizji B (2007, 2011)

  - kwalifikacji do:
    - mistrzostw świata (2022)
    - Eurobasketu (2009, 2017, 2019, 2021, 2023, 2024/2025)

Młodzieżowe
- Wicemistrzyni Europy U–16 dywizji B (2004)
- Uczestniczka mistrzostw Europy dywizji B:
  - U–18 (2006 – 6. miejsce, 2007 – 13. miejsce)
  - U–16 (2004, 2005 – 13. miejsce)